# Acrisione denticulata
Acrisione denticulata là một loài thực vật có hoa trong họ Cúc. Loài này được (Hook. & Arn.) B.Nord. mô tả khoa học đầu tiên năm 1985.